# BMT Sea Beach Line
A Linha Sea Beach (BMT), em inglês:  BMT Sea Beach Line é uma das linhas de trânsito rápido do metrô de Nova Iorque.  Foi inaugurada em 22 de junho de 1915 (109 anos). Esta linha é uma secção da rede ferroviária que é operada pelo BMT (em inglês:  Brooklyn–Manhattan Transit Corporation), que é uma subdivisão da Divisão B do Metrô de Nova Iorque.